# Johann Klemm (Komponist)
Johann Klemm (auch Klemme, Klemmius; * um 1595 in Oederan; † um 1664 wahrscheinlich in Dresden) war ein deutscher Komponist, Organist und Musikverleger.

## Leben und Werk
Johann Klemm kam 1605 als Chorknabe zur Dresdner Hofkapelle und wurde 1612 als Instrumentalist angestellt. 1613 wurde er studienhalber nach Augsburg zu dem bekannten Organisten Christian Erbach gesandt, wobei Kurfürst Johann Georg I. die Kosten übernahm. 1616 oder 1617 kehrte Klemm nach Dresden zurück und setzte seine musikalischen Studien bei Heinrich Schütz fort. 1625 wurde er zum Hoforganisten ernannt. Zu seinen Aufgaben zählte dort die musikalische Ausbildung der Chorknaben, u. a. war Matthias Weckmann sein Orgelschüler.
Gute Beziehungen zwischen Schütz und Klemm belegen nicht nur erhaltene Briefe, sondern auch die Tatsache, dass Klemm zum Verleger wichtiger Werke von Schütz wurde (dessen Symphoniae Sacrae II, 1647 und Geistliche Chormusik, 1648). Seine verlegerische Tätigkeit betrieb er zunächst gemeinsam mit dem Leipziger Organisten Daniel Weixer, später in Bautzen mit Alexander Hering. Klemm ist noch 1657 als teilnehmender Musiker bei den Begräbnisfeierlichkeiten für Johann Georg I. belegt. Möglicherweise starb er nicht vor 1664 in Dresden; die Kirchenbücher der Stadtpfarrkirche für diesen Zeitraum sind nicht erhalten.
Zu Klemms wenigen erhaltenen Kompositionen zählen je 12 nach Kirchentönen geordnete 2-, 3- u. 4-stimmige Fugen in Partitura seu Tabulatura Italica für Orgel oder andere Instrumente (Dresden, 1631). In diesen wird die Ablösung der in Deutschland damals noch üblichen Buchstaben-Tabulatur durch die italienische Notationsform als Partitur propagiert.